# Hoppin’ john

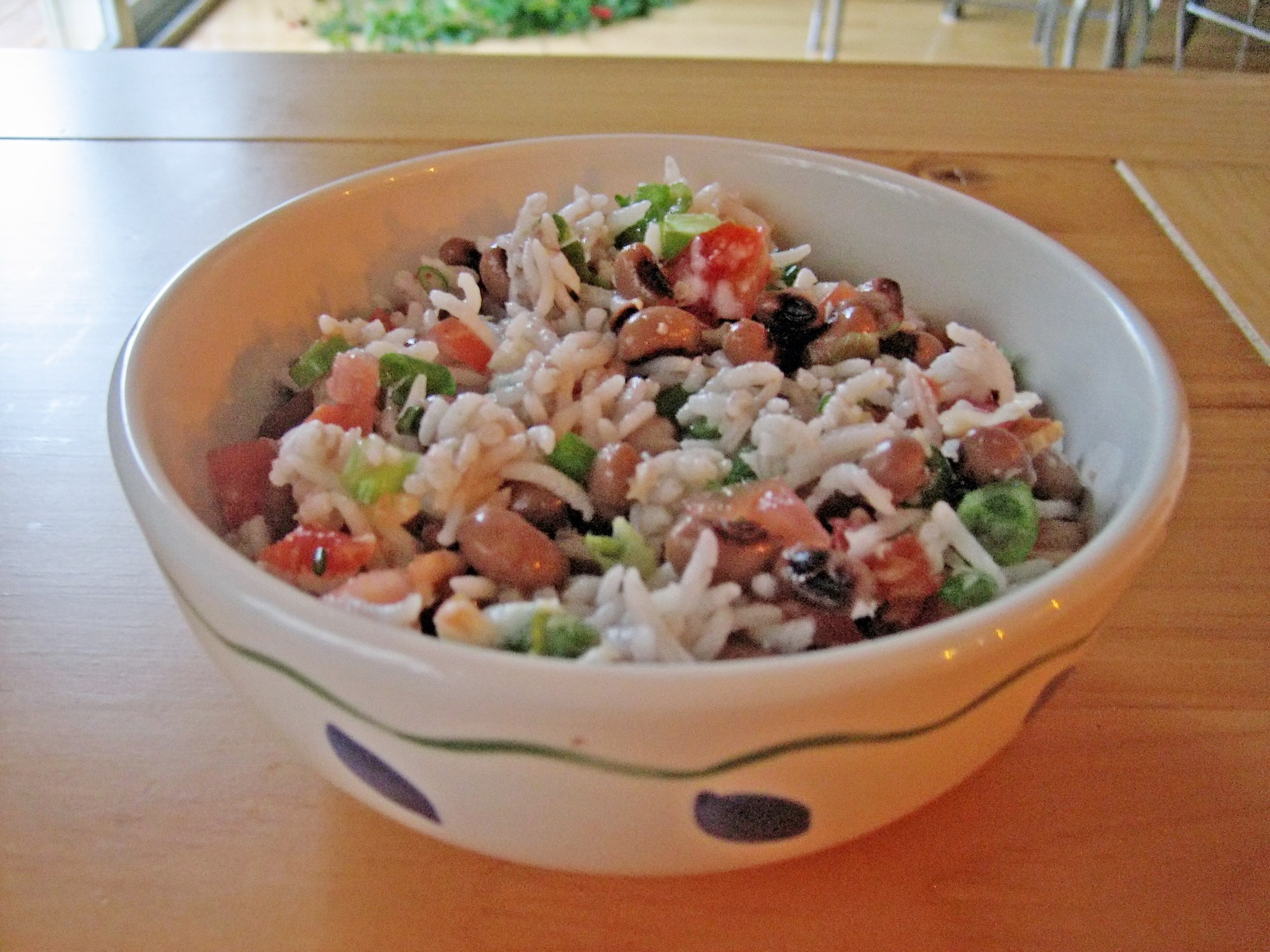

Hoppin’ John ou "hoppin’ john" é um prato típico da culinária do sul dos Estados Unidos, composto por feijão-frade cozinhado com salsicha ou carne de porco fumada, couve-de-folhas ou outra hortaliça, arroz e molho de tomate. É um prato servido tradicionalmente no dia de Ano Novo, havendo mesmo um ditado que diz “Come pobre neste dia, para ser rico no resto do ano.” E continua: “Rice for richess and peas for peace.” O que é um jogo de palavras, significando “Arroz para riqueza e feijão para Paz.” (a palavra usada para este tipo de feijão “peas”, pronuncia-se quase da mesma maneira que a palavra inglesa para Paz, “peace”). 
A primeira receita de hoppin’ john conhecida apareceu no “The Carolina Housewife” (“A Dona-de-casa das Carolinas”), em 1847. A verdade é que, no “lowcountry”, a planície costeira da Carolina do Sul e Georgia, este prato é servido em qualquer dia do ano. Por outro lado, o nome da preparação também deu lugar a diversas lendas; numa delas, haveria uma expressão naquela região segundo a qual, para convidar uma pessoa a entrar, se diria “Hop in, John!” que, traduzido literalmente seria “Salta para dentro, João!”, mas se pensarmos que as casas naquela região são elevadas em relação ao solo, a tradução normal seria “Entra, João!” 

## Preparação
Existem muitas receitas de hoppin’ john disponíveis, mas a maioria esquece as verduras, ou a melhor forma de preparar o arroz, além do “cornbread”, que é um ícon da culinária sulista.  Em algumas receitas começa por se cozer em bastante água e em lume brando ossos de porco com alguma carne fumada, juntamente com cebola e aipo cortados em pedaços e folhas de louro. Para cozer o feijão, faz-se um refogado leve com bacon, sem deixar que seque, cebola e alho picados e os ossos com a carne semi-cozida; junta-se o feijão previamente escaldado e deixa-se cozer até que a carne se separe dos ossos e o feijão esteja cozido, mas não desfeito; a meia-cozedura, juntam-se temperos, como o “cajun spice mix”, com cebola e alho em pó, pimenta-de-caiene, pimenta-do-reino moída, sal-de-aipo e tomilho; de acordo com a preferência, pode juntar-se ainda molho picante ou pimenta-malagueta mais forte. Entretanto, cozem-se as hortaliças no caldo dos ossos, depois de retirar os pedaços de cebola e aipo e o louro. O mesmo caldo pode ainda ser usado para cozer o arroz.
O hoppin’ john serve-se em tigelas ou pratos fundos, colocando primeiro o arroz, depois o feijão com pedaços de carne e por cima a hortaliça cozida. Ao lado, deve haver pão de milho (“cornbread”) cortado em pedaços e tigelas com molhos ou temperos.